# Восстание в Таиланде (1912)

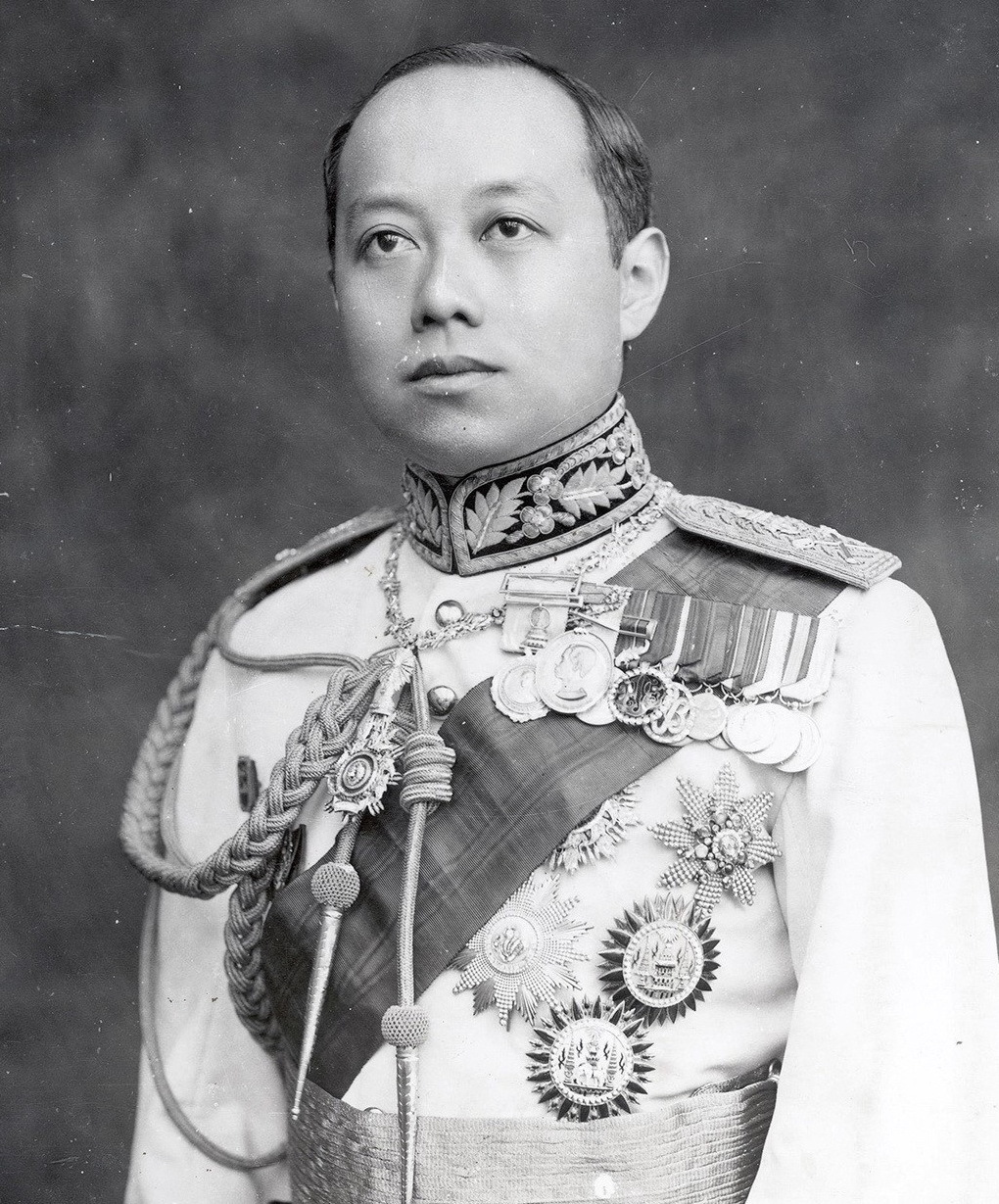
Вачиравуд, Король Сиама

Восстание в Таиланде или Дворцовое восстание (тайский: กบฏ ร.ศ. 130) — неудавшийся переворот, направленный против абсолютной монархии в Сиаме. К восстанию привело недовольство в армии в годы правления Короля Вачиравуда (Король Рама VI). Восстание было провалено, а его руководители были казнены или приговорены к большим срокам заключения.

## Предыстория
Однажды в 1909 году около входа во дворец Вачиравуд (Vajiravudh) солдаты поссорились с группой женщин. После того, как о конфликте узнал Вачиравуд, наследный принц, назначенный преемником короля Чулалонгкорна (Король Рама V), шесть солдат были арестованы и приговорены к наказанию палками. О наказании солдат палками принц Вачиравуд ходатайствовал к королю Чулалонгкорну. Но, поскольку, к тому времени практика наказания палками была отменена, Чулалонгкорн отказал в ходатайстве. Однако, после того, как принц Вачиравуд пригрозил отказаться от роли преемника, то король пошёл на уступки и согласился с наказанием. Этот инцидент вызвал недовольство в армии.
23 октября 1910 года наследный принц Вачиравуд сменил отца и стал королём Сиама.
Новый король щедро потратился на свою коронацию и жил в достатке в период, когда большинство населения страны прозябало в бедноте и состояло в основном из сельских фермеров и крепостных. Увлекаясь западной культурой и считая себя английским джентльменом, Вачиравуд коротал время за переводами Уильяма Шекспира на тайский язык, развлекаясь постановками драматических спектаклей и охотой.

## Корпус дикого тигра
1 мая 1911 года Вачиравуд основал военизированный «Корпус дикого тигра» (Тайский: กองเสือป่า). Военный корпус должен был быть подотчетным только монарху. Первоначально, основной задачей нового военного подразделения, состоящего из 4000 человек, было проведение военных церемоний. Корпус был набран их простых людей, офицерам же не разрешалось вступать в это подразделение. В дальнейшем корпус стал соперничать с армией в силе и влиянии. Дело дошло до того, что король стал назначать служащих корпуса на высшие армейские чины.
Этим были очень недовольны армейские офицеры — они увидели в новых назначениях угрозу своему благополучию. Недовольство подогревалось огромными расходами короля на строительство новых дворцов, что могло привести к финансовому краху.

## Несостоявшееся восстание

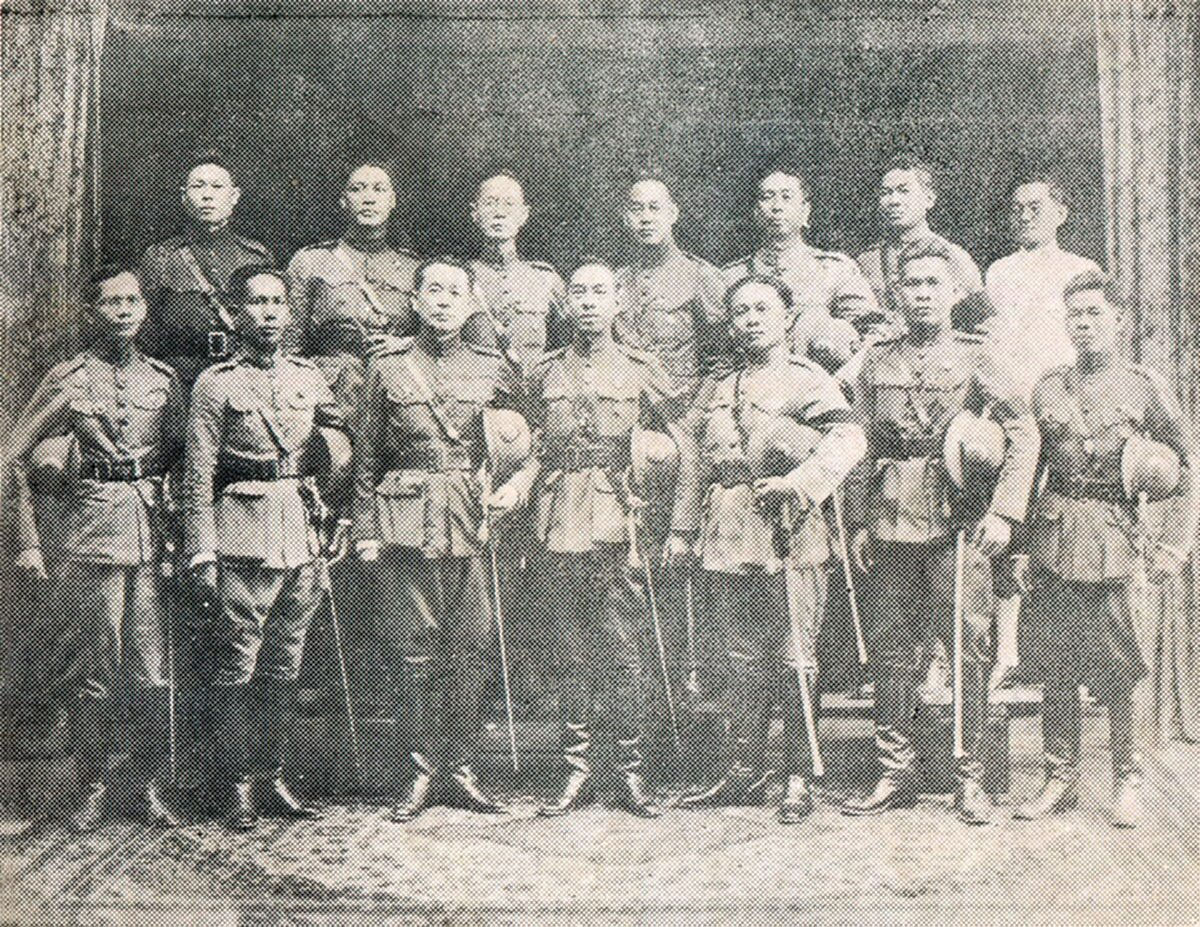
Фотография ключевых фигур восстания

13 января 1912 года группа из семи недовольных правлением короля офицеров решила совершить Государственный переворот. В состав группы входили: капитан Кун Туцанапитак, лейтенант Нат Пунвиват, подполковники Сонторн Рушикорн, Ситтичай, Чаран Ардурат Бунсан Чоти и Утай Кул. Группа недовольных постепенно возрастала, пока не достигла 91 офицеров. Группу возглавил капитан Кун Туцанапитак (Тайский: ร.อ.ขุนทวยหาญพิทักษ์). В неё вошло также несколько королевских телохранителей. Заговорщики не имели ясных целей — одни хотели только сменить одного короля на другого, другие имели намерение ввести в стране конституционную монархию.
1 апреля 1912 года на Тайский Новый Год король должен был председательствовать на одной общественной церемонии. На этот день, по результатам жеребьёвки, капитану Ют Хонгю (Тайский: ร.อ.ยุทธ คงอยู่) досталась возможность убить монарха. Переполненный чувствами, капитан рассказал о планах заговорщиков командиру царских телохранителей, ему же он выдал и имена офицеров. Командир, в свою очередь, рассказал об этом брату короля, принцу Чакрабону. После этого заговорщики были арестованы и заключены в тюрьму. За организацию покушения на короля и государственную измену военный трибунал приговорил троих к смертной казни, 20 человек были приговорены к пожизненному лишению свободы, 32 получили двадцать лет заключения, шесть офицеров получили срок в пятнадцать лет, 30 человек — 12 лет лишения свободы.
Неудавшееся восстание было первым против дома Чакри, организованном офицерами. Большинство заговорщиков было помилованы, части офицерам король в 1924 году уменьшил сроки заключения.

## Последствия
Вскоре после неудавшегося восстания был расформирован Корпус дикого тигра. В 1914 году король Вачиравуд отменил закон о военном положении, введённый в 1907 году его отцом для сохранения внешней и внутренней безопасности государства. Король Вачиравуд умер 25 ноября 1925 года своей смертью. Абсолютная монархия, в конечном итоге, была свергнута после Сиамской революции 1932 года.